# لوئیس فرناندز (بازیکن فوتبال زاده ۲۰۰۱)
لوئیس فرناندز (انگلیسی: Luis Fernandez؛ زادهٔ ۲۸ سپتامبر ۲۰۰۱) بازیکن فوتبال اهل بریتانیا است.
از باشگاه‌هایی که در آن بازی کرده‌است می‌توان به باشگاه فوتبال استیونج اشاره کرد.